# 바리 알리바소프
바리 카리모비치 알리바소프(러시아어: Бари Каримович Алибасов, 카자흐어: Бари Кәрімұлы Әлібасов 바리 카리물리 엘리바소프, 1947년 6월 6일 ~ )는 러시아의 음악가, 작곡가, 음악 프로듀서이다.
카자흐스탄 세미팔라틴스크주(현재의 동카자흐스탄주) 차르스크에서 카자흐인 아버지와 타타르족 어머니의 아들로 태어났다. 1965년부터 1989년까지 소련의 재즈 밴드인 인테그랄(Integral)에서 음악 프로듀서로 활동했고 1989년에 결성된 러시아의 보이 밴드인 나나(Na-na)에서 음악 프로듀서로 활동했다. 1999년에는 러시아 정부로부터 명예 예술가 칭호를 받았다.